# 紫陽站 (首爾特別市)
紫陽站（：／ Jayang yeok */?），副站名“纛島漢江公園”（：／ Ddukseom-hangang-gongwon */?）是首爾地鐵7號線沿線的一座高架車站，位於韓國首爾特別市廣津區紫陽洞。落成時名為纛島遊園地站，2024年更為現名。

## 車站構造
站體為2面2線側式月台的高架車站，候車月台設有月台幕門，並有4處出口。夏天雨季時為防止車站淹水，僅開放1號出口與4號出口。

### 月台配置
| 建國大學 ↑ |
| \| 上      |
| ↓ 清潭     |

| 月台 | 路線           | 目的地                                         |
| ---- | -------------- | ---------------------------------------------- |
| 上行 | ●首爾地鐵7號線 | 建國大學、上鳳、道峰山、長岩方向               |
| 下行 | ●首爾地鐵7號線 | 高速巴士客运站、大林、溫水、富平區廳、石南方向 |

## 歷史
- 2000年8月1日：落成啟用，當時名为纛島遊園地站。
- 2024年2月29日：更名為紫陽站[1]。

## 車站周邊
- 老倫山市場
- 老倫山派出所
- 老遊山治安中心
- 纛島漢江公園
  - 纛島遊園地
  - J-BUG展示空間
- 新陽中學
- 新陽初等學校
- 紫陽社會福祉館
- 韓國產業人力公團（朝鲜语：한국산업인력공단）
- 各各他教會
- 泰進運輸（朝鲜语：태진운수）紫陽洞營業所
- 清潭大橋
- 江邊北路

## 圖片

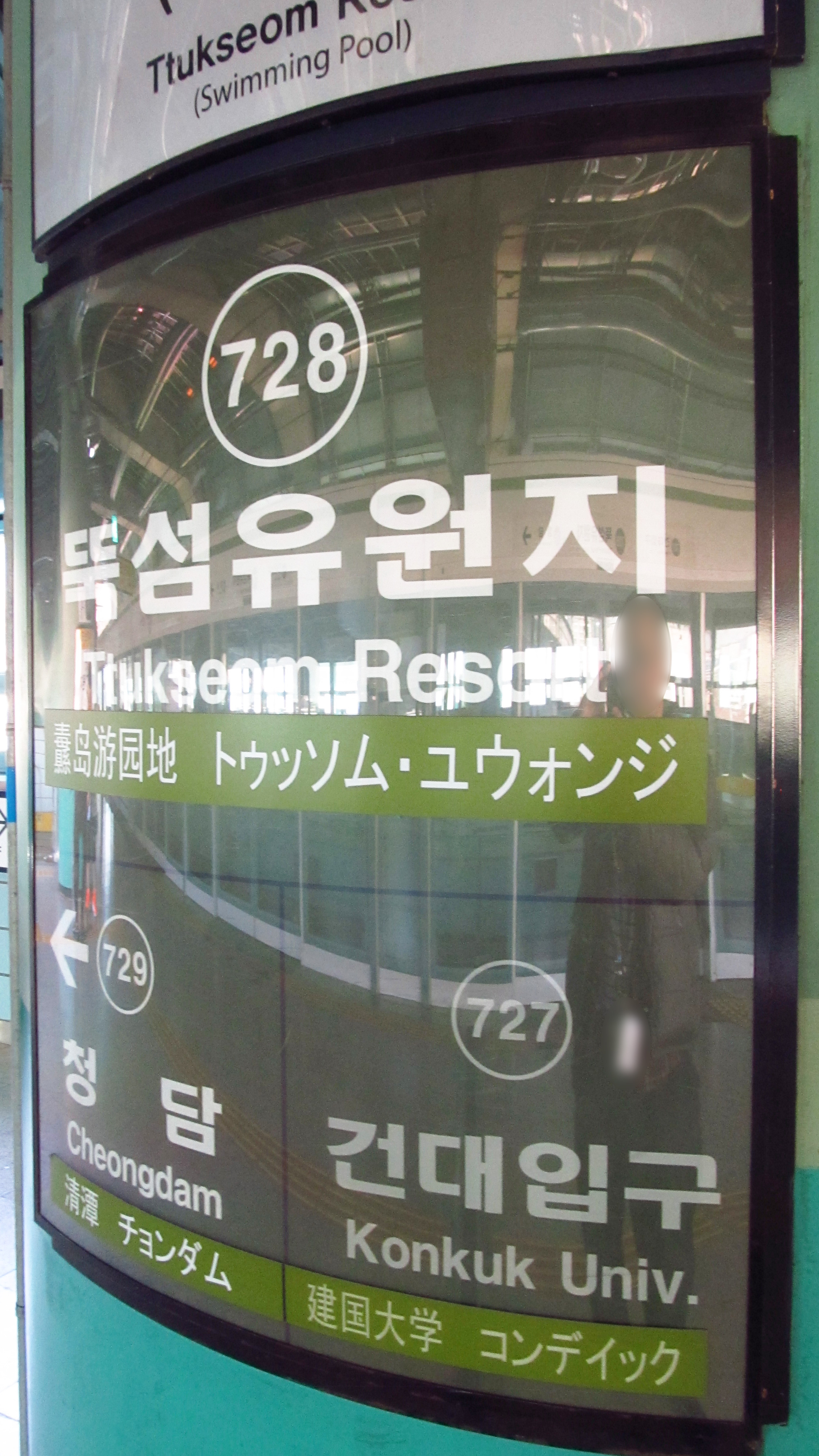
站名牌
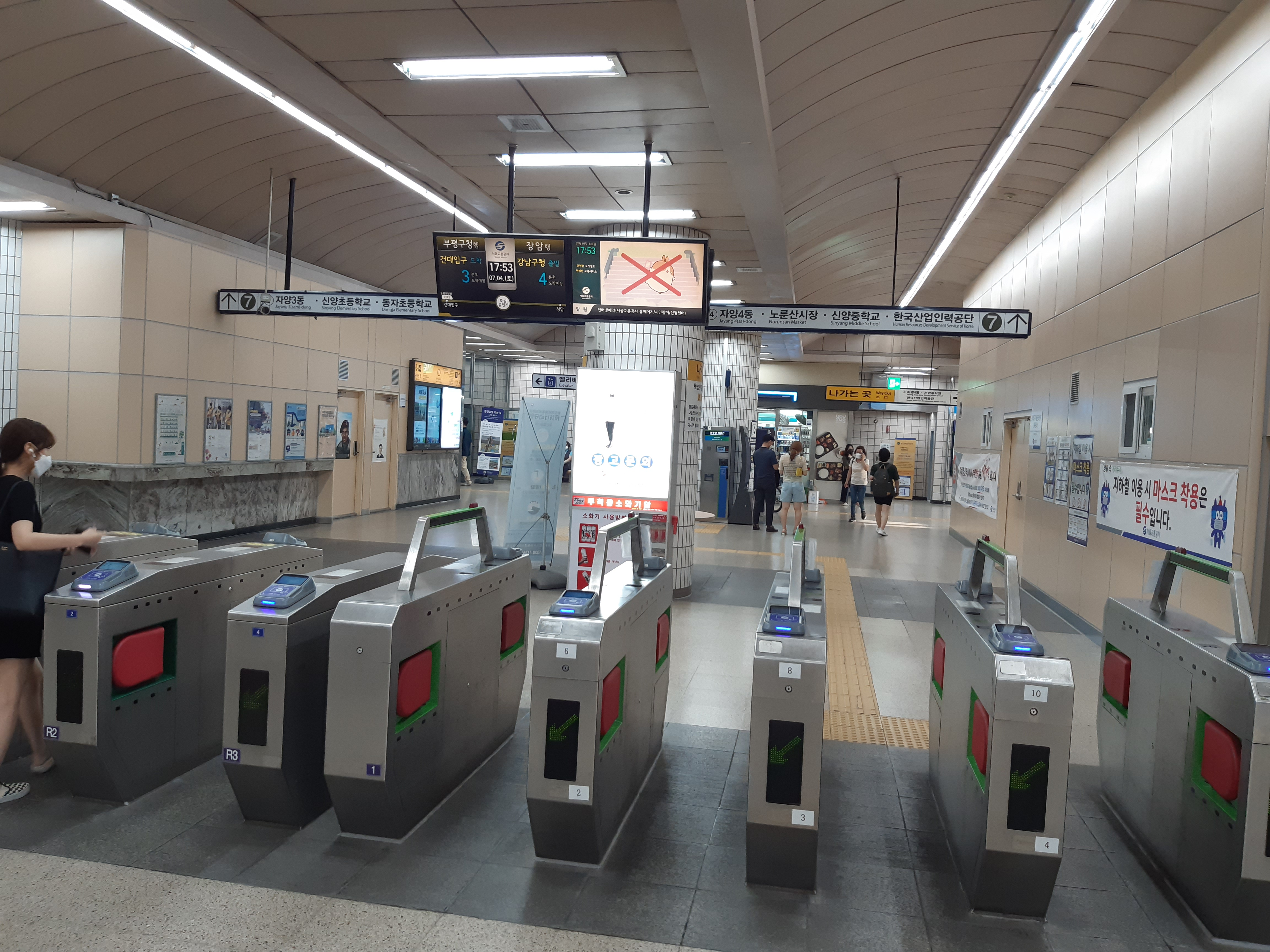
剪票閘口
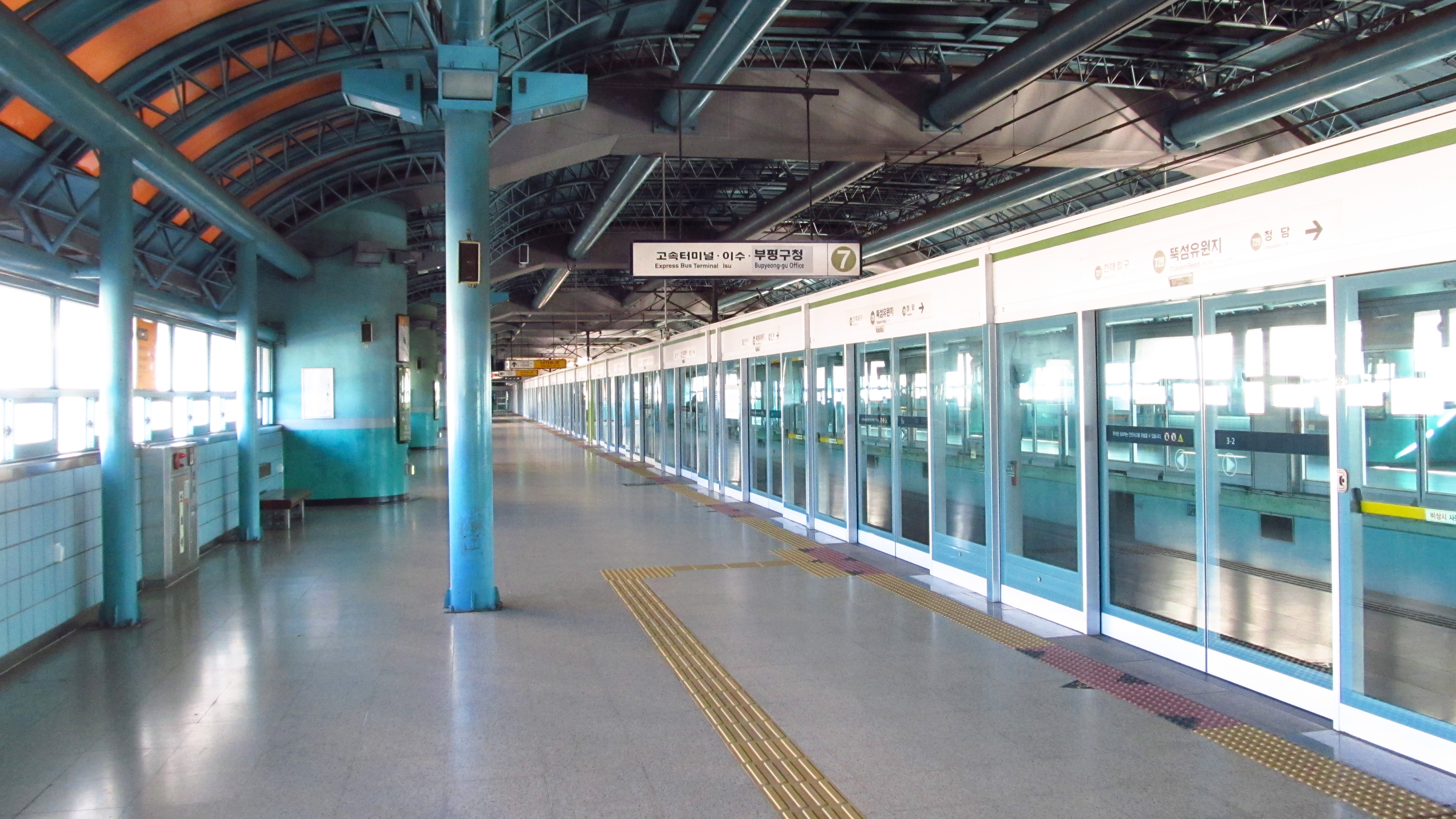
候車月台
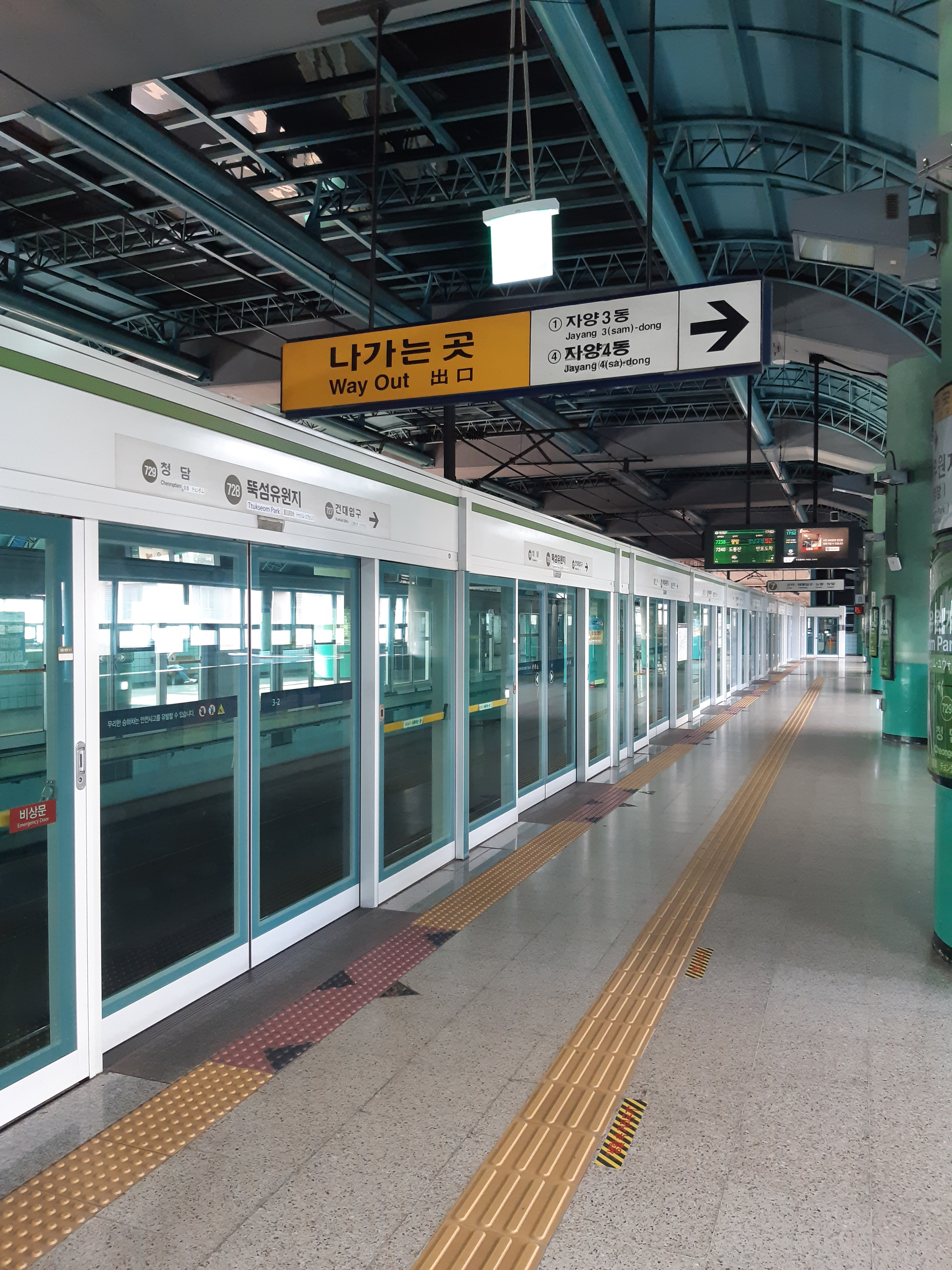
候車月台（往長岩方向）
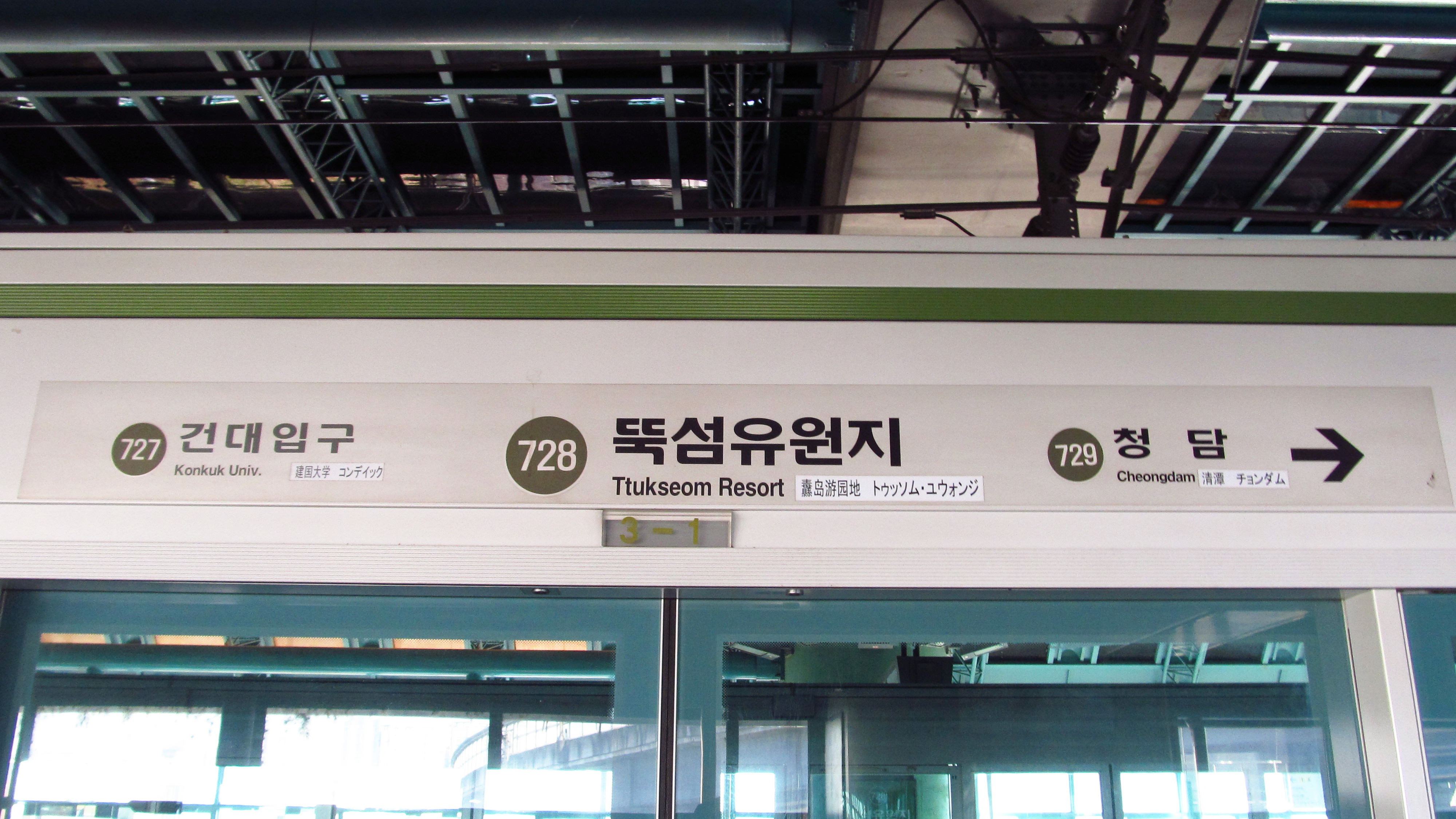
月台門資訊板
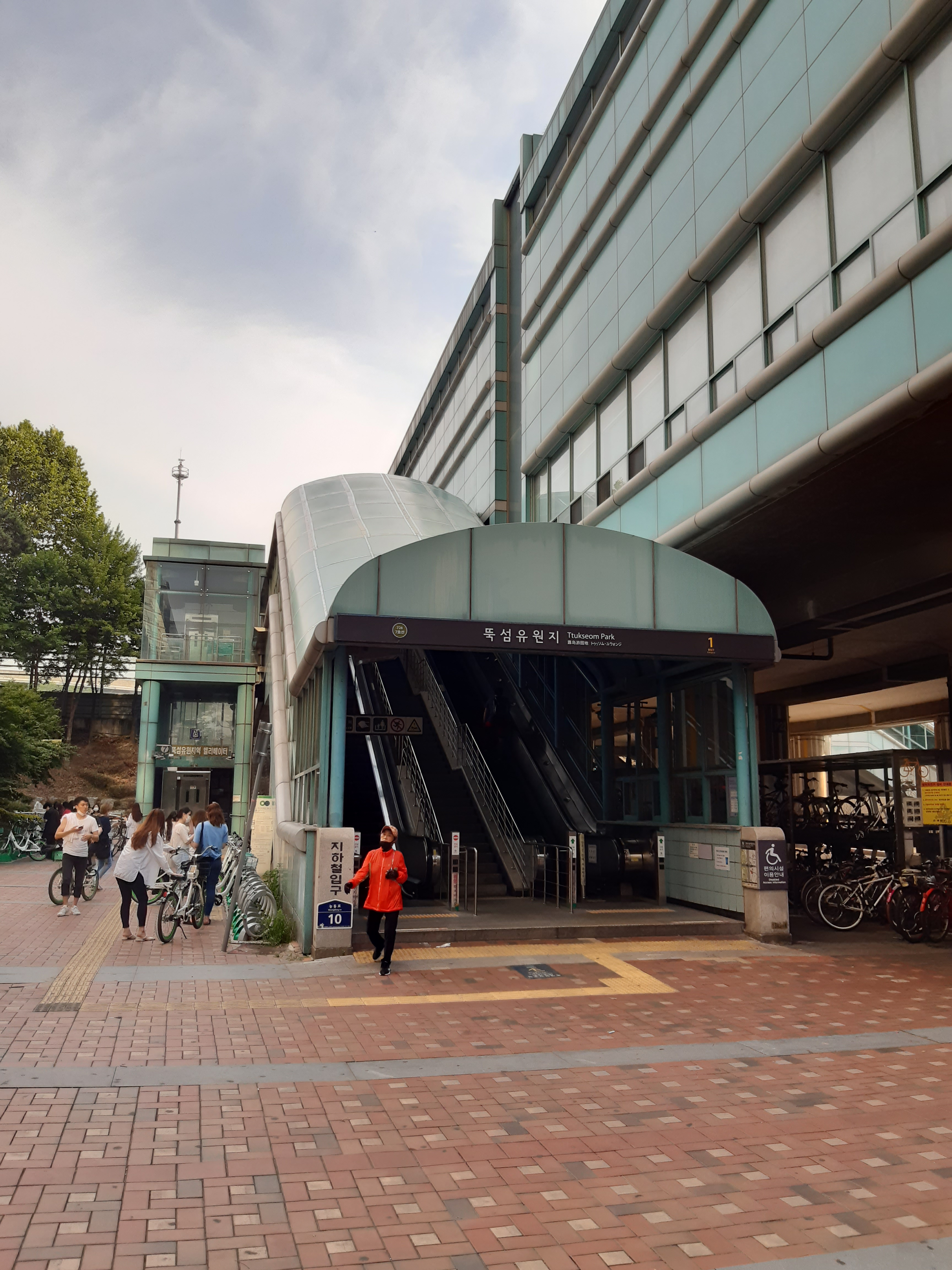
1號出口
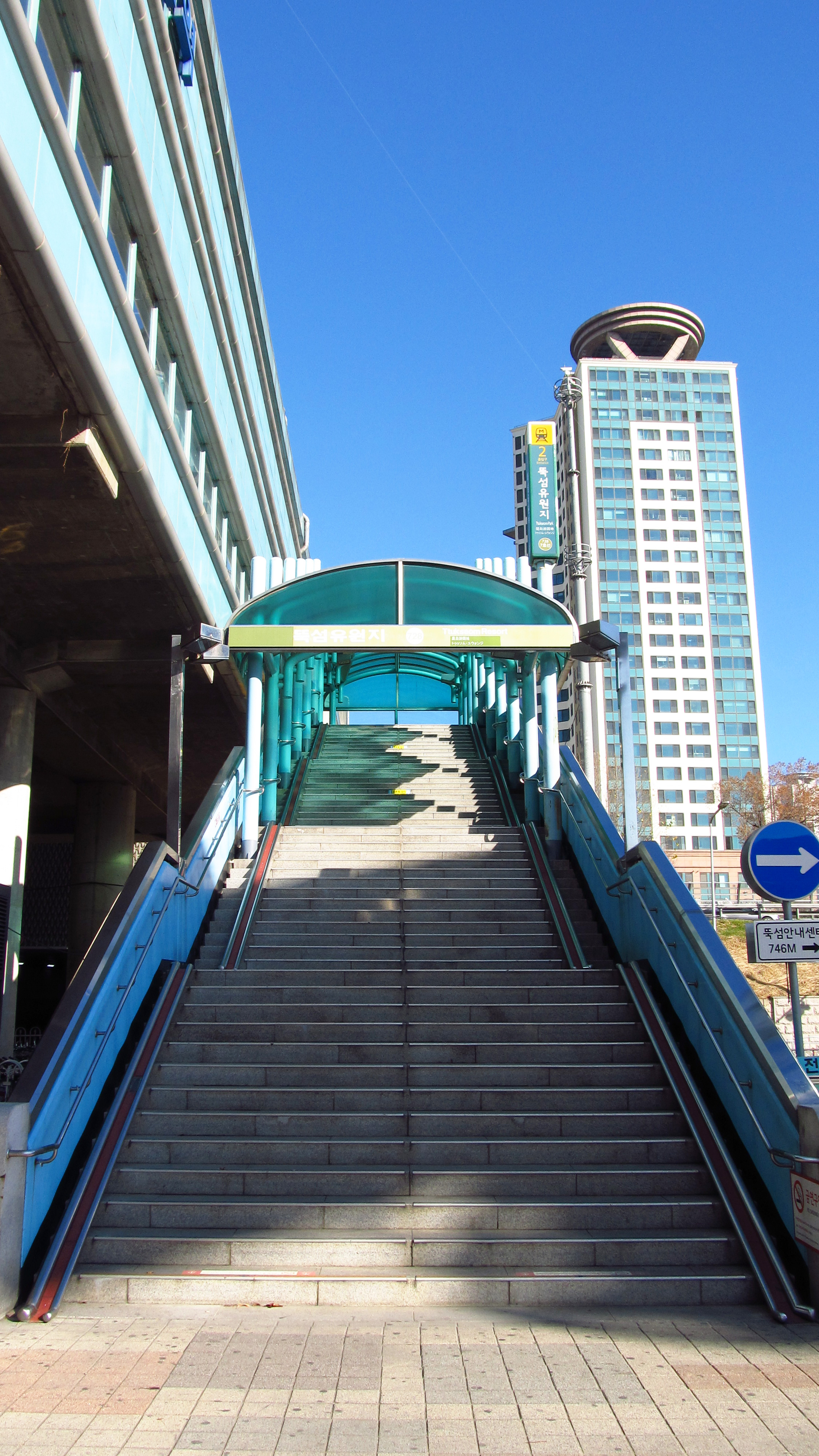
2號出口
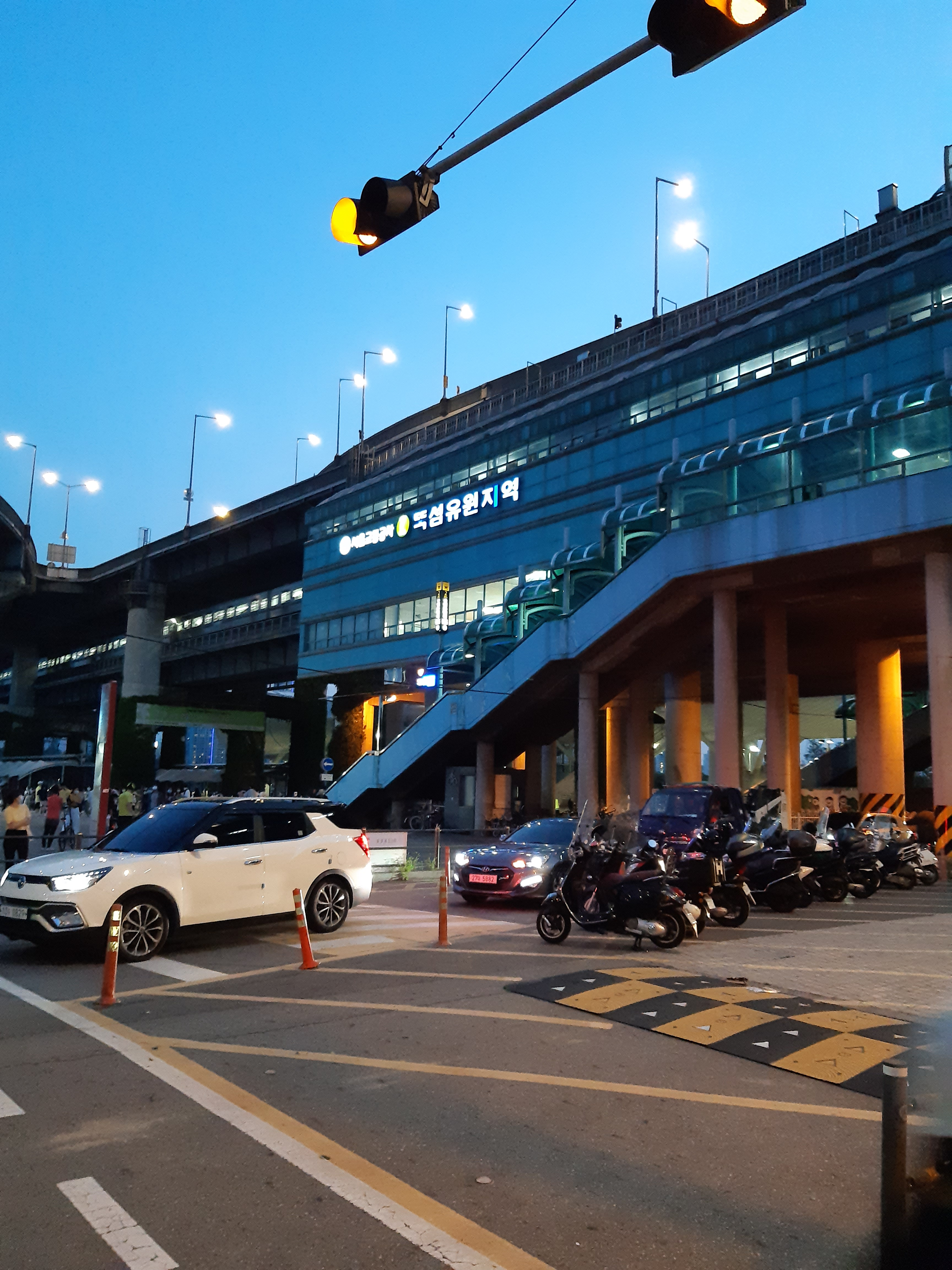
車站建築

## 相鄰車站
首爾交通公社
●首爾地鐵7號線
建國大學（727）－紫陽（728）－清潭（729）